# Comité Paralímpico Sanmarinense
El Comité Paralímpico Sanmarinense (en italiano: Comitato Paralimpico Sammarinese) es el comité paralímpico nacional que representa a San Marino. Esta organización es la responsable de las actividades deportivas paralímpicas en el país. Es miembro del Comité Paralímpico Internacional y del Comité Paralímpico Europeo.